# Котч, Ганс
Ганс Котч (нем. Hans Kotzsch; 24 апреля 1901, Дрезден — 25 июля 1950, Дрезден) — немецкий энтомолог, лепидоптеролог.
В 1925 г. приобрёл солидную и продолжительно работавшую лейпцигскую фирму по торговле бабочками и другими коллекционными насекомыми, основанную Германом Вернике (1851—1925). Пополняя ассортимент продаж и собственную коллекцию фирмы, совершил (частично — вместе с женой) ряд экспедиций, в том числе на полуостров Рыбачий (1933), в Армению (1934), на Гиндукуш (1936), в Иран и Афганистан (1939). Добыл и описал ряд редких видов; помимо прочего, внёс свой вклад в описание редчайшей бабочки аполлона-автократора. Наибольшее признание специалистов вызывает работа Котча в области систематики бабочек Палеарктики. В 1948 году присоединил к своей коллекции коллекцию Отто Банг-Хааса.
После смерти Котча его коллекция по большей части оказалась распределена между берлинским Музеем естествознания и Музеем Александра Кёнига в Бонне.

## Научные труды
- 1929 Nue Falter aus dem Richthofengebirge Entomologische Zeitschrift 43 (16): 204-206, fig. 1-10.
- 1936 Ein Sommer unter den Kurden. Ent. Rundsch. 53: 313-317
- 1939 Neue Weibform von Baronia brevicornis Salv. Entomologische Zeitschrift 53(46):360.
- 1936. Falternenbreiten aus meiner Hindukusch-Expedition Entomologische Rundschau. Bd. 54.5. S. 50–52.
- 1939. Weitere Falterneuheiten aus meiner Hindukusch-Expedition 1936 Entomologische Rundschau 55 (1): 9-10.

1. ↑  Deutsche Nationalbibliothek Record #140657177 // Gemeinsame Normdatei (нем.) — 2012—2016.